# Pallacanestro Virtus Viterbo
Le Ants Basket Viterbe est un club italien féminin de basket-ball fondé en 1995 appartenant à la LegA Basket Femminile, soit le plus haut niveau du championnat italien. Le club est basé dans la ville de Viterbe, dans le Latium. Il s'agit de la section basket rattachée au Pallacanestro Virtus Viterbo.

## Historique

Ancien logo

## Entraîneurs successifs
- 2006-2007 :  Massimo Riga